# Gran Bretagna ai XXI Giochi olimpici invernali
Il Regno Unito (con il nome di Gran Bretagna) ha partecipato ai XXI Giochi olimpici invernali di Vancouver, che si sono svolti dal 12 al 28 febbraio 2010, con una delegazione di 50 atleti.

## Medaglie
| Medaglia | Nome         | Sport    | Evento            |
| -------- | ------------ | -------- | ----------------- |
| Oro      | Amy Williams | Skeleton | Singolo femminile |

## Biathlon
| Gara                 | Atleta            | Penalità    | Tempo d'arrivo | Posizione |
| -------------------- | ----------------- | ----------- | -------------- | --------- |
| 10 km sprint         | Lee-Steve Jackson | 2 (1+1)     | 27'18"1        | 55        |
| 12,5 km inseguimento | Lee-Steve Jackson | 4 (0+1+3+0) | 39:54.7        | 56        |
| 20 km individuale    | Lee-Steve Jackson | 4 (1+2+1+0) | 55:37.5        | 66        |

## Bob
| Gara                   | Equipaggio                                                  | Manche 1     | Manche 2 | Manche 3 | Manche 4    | Totale  | Posizione |  |
| ---------------------- | ----------------------------------------------------------- | ------------ | -------- | -------- | ----------- | ------- | --------- |  |
| Bob a due maschile     | John James Jackson Dan Money                                | squalificati |          |          |             |         |           |  |
| Bob a quattro maschile | John James Jackson Allyn Condon Dan Money Henry Odili Nwume | 51"53        | 54"29    | 52"24    | 52"15       | 3'30"21 | 17        |  |
| Bob a due femminile    | Nicola Minichiello Gillian Cooke                            | 53"85        | 53"73    | 55"87    | non partite | -       | -         |  |
| Bob a due femminile    | Paula Walker Kelly Thomas                                   | 54"19        | 53"58    | 54"47    | 53"94       | 3'36"18 | 11        |  |

## Curling

### Torneo maschile
La squadra è stata composta da:
- David Murdoch (skip)
- Ewan MacDonald (third)
- Peter Smith (second)
- Euan Byers (lead)
- Graeme Connal (alternate)

#### Prima fase
| Sessione  | Squadre     | Finale | 1 | 2 | 3 | 4 | 5 | 6 | 7 | 8 | 9 | 10 | 11 |
| --------- | ----------- | ------ | - | - | - | - | - | - | - | - | - | -- | -- |
| 1         | Regno Unito | 4      | 0 | 1 | 0 | 0 | 0 | 0 | 1 | 0 | 2 | 0  |    |
| 1         | Svezia      | 6      | 0 | 0 | 2 | 0 | 0 | 1 | 0 | 2 | 0 | 1  |    |
| 3         | Regno Unito | 9      | 1 | 2 | 1 | 0 | 2 | 0 | 0 | 1 | 2 | X  |    |
| 3         | Francia     | 4      | 0 | 0 | 0 | 2 | 0 | 1 | 1 | 0 | 0 | X  |    |
| 4         | Regno Unito | 3      | 1 | 0 | 0 | 2 | 0 | 0 | 0 | 0 | 0 | 0  |    |
| 4         | Svizzera    | 4      | 0 | 0 | 2 | 0 | 0 | 0 | 0 | 1 | 0 | 1  |    |
| 5         | Regno Unito | 9      | 0 | 0 | 2 | 0 | 1 | 0 | 0 | 3 | 0 | 3  |    |
| 5         | Danimarca   | 6      | 0 | 1 | 0 | 1 | 0 | 2 | 0 | 0 | 2 | 0  |    |
| 7         | Cina        | 4      | 0 | 0 | 1 | 0 | 1 | 0 | 0 | 2 | 0 | X  |    |
| 7         | Regno Unito | 9      | 1 | 0 | 0 | 2 | 0 | 3 | 2 | 0 | 1 | X  |    |
| 8         | Canada      | 7      | 0 | 2 | 0 | 1 | 0 | 2 | 0 | 0 | 0 | 2  |    |
| 8         | Regno Unito | 6      | 0 | 0 | 3 | 0 | 1 | 0 | 1 | 1 | 0 | 0  |    |
| 9         | Stati Uniti | 2      | 0 | 1 | 0 | 0 | 0 | 0 | 0 | 1 | 0 | 0  |    |
| 9         | Regno Unito | 4      | 0 | 0 | 0 | 0 | 2 | 1 | 0 | 0 | 0 | 1  |    |
| 11        | Germania    | 2      | 0 | 0 | 0 | 0 | 1 | 0 | 1 | 0 | X | X  |    |
| 11        | Regno Unito | 8      | 1 | 0 | 1 | 2 | 0 | 2 | 0 | 2 | X | X  |    |
| 12        | Regno Unito | 5      | 0 | 3 | 0 | 1 | 0 | 0 | 0 | 1 | X | X  |    |
| 12        | Norvegia    | 9      | 2 | 0 | 2 | 0 | 2 | 0 | 3 | 0 | X | X  |    |
| Spareggio | Svezia      | 7      | 2 | 0 | 2 | 1 | 0 | 0 | 0 | 1 | 0 | 0  | 1  |
| Spareggio | Regno Unito | 6      | 0 | 2 | 0 | 0 | 1 | 1 | 1 | 0 | 0 | 1  | 0  |

Classifica
| Squadre     | G | V | P | PF | PS |
| ----------- | - | - | - | -- | -- |
| Canada      | 9 | 9 | 0 | 75 | 37 |
| Norvegia    | 9 | 7 | 2 | 64 | 43 |
| Svizzera    | 9 | 6 | 3 | 53 | 44 |
| Svezia      | 9 | 5 | 4 | 50 | 52 |
| Regno Unito | 9 | 5 | 4 | 57 | 44 |
| Germania    | 9 | 4 | 5 | 48 | 60 |
| Francia     | 9 | 3 | 6 | 37 | 63 |
| Cina        | 9 | 2 | 7 | 52 | 60 |
| Danimarca   | 9 | 2 | 7 | 45 | 63 |
| Stati Uniti | 9 | 2 | 7 | 43 | 59 |

### Torneo femminile
La squadra è stata composta da:
- Eve Muirhead (skip)
- Jackie Lockhart (third)
- Kelly Wood (second)
- Lorna Vevers (lead)
- Anne Laird (alternate)

#### Prima fase
| Sessione | Squadre     | Finale | 1 | 2 | 3 | 4 | 5 | 6 | 7 | 8 | 9 | 10 | 11 |
| -------- | ----------- | ------ | - | - | - | - | - | - | - | - | - | -- | -- |
| 2        | Cina        | 4      | 0 | 1 | 0 | 0 | 0 | 0 | 0 | 1 | 0 | 2  | 0  |
| 2        | Regno Unito | 5      | 0 | 0 | 0 | 1 | 2 | 0 | 0 | 0 | 1 | 0  | 1  |
| 3        | Regno Unito | 4      | 0 | 0 | 1 | 0 | 1 | 0 | 1 | 0 | 1 | 0  |    |
| 3        | Svezia      | 6      | 1 | 1 | 0 | 2 | 0 | 0 | 0 | 1 | 0 | 1  |    |
| 4        | Russia      | 3      | 0 | 0 | 1 | 1 | 0 | 0 | 1 | 0 | X | X  |    |
| 4        | Regno Unito | 10     | 2 | 3 | 0 | 0 | 2 | 2 | 0 | 1 | X | X  |    |
| 5        | Germania    | 4      | 1 | 0 | 0 | 0 | 2 | 0 | 0 | 1 | 0 | X  |    |
| 5        | Regno Unito | 7      | 0 | 1 | 1 | 1 | 0 | 0 | 1 | 0 | 3 | X  |    |
| 6        | Regno Unito | 4      | 0 | 0 | 1 | 0 | 2 | 0 | 0 | 1 | 0 | X  |    |
| 6        | Giappone    | 11     | 1 | 0 | 0 | 3 | 0 | 1 | 1 | 0 | 5 | X  |    |
| 7        | Stati Uniti | 6      | 0 | 0 | 0 | 1 | 1 | 1 | 0 | 0 | 1 | 1  | 1  |
| 7        | Regno Unito | 5      | 1 | 0 | 2 | 0 | 0 | 0 | 2 | 0 | 0 | 0  | 0  |
| 8        | Regno Unito | 6      | 0 | 1 | 0 | 0 | 1 | 0 | 3 | 1 | 0 | X  |    |
| 8        | Svizzera    | 10     | 2 | 0 | 2 | 4 | 0 | 1 | 0 | 0 | 1 | X  |    |
| 10       | Regno Unito | 8      | 0 | 3 | 0 | 2 | 0 | 1 | 0 | 1 | 0 | 1  |    |
| 10       | Danimarca   | 9      | 1 | 0 | 2 | 0 | 1 | 0 | 3 | 0 | 2 | 0  |    |
| 11       | Canada      | 6      | 0 | 1 | 0 | 1 | 0 | 1 | 1 | 1 | 0 | 0  | 1  |
| 11       | Regno Unito | 5      | 0 | 0 | 2 | 0 | 0 | 0 | 0 | 0 | 2 | 1  | 0  |

Classifica
| Squadre     | G | V | P | PF | PS |
| ----------- | - | - | - | -- | -- |
| Canada      | 9 | 8 | 1 | 56 | 37 |
| Svezia      | 9 | 7 | 2 | 56 | 52 |
| Cina        | 9 | 6 | 3 | 61 | 47 |
| Svizzera    | 9 | 6 | 3 | 67 | 48 |
| Danimarca   | 9 | 4 | 5 | 49 | 61 |
| Germania    | 9 | 3 | 6 | 52 | 56 |
| Regno Unito | 9 | 3 | 6 | 54 | 59 |
| Giappone    | 9 | 3 | 6 | 64 | 70 |
| Russia      | 9 | 3 | 6 | 53 | 60 |
| Stati Uniti | 9 | 2 | 7 | 43 | 65 |

## Freestyle
| Gara            | Atleta         | Qualificazioni | Qualificazioni | Qualificazioni | Qualificazioni | Qualificazioni | Finale | Finale | Finale | Finale | Finale    |
| Gara            | Atleta         | Curve          | Salti          | Tempo          | Totale         | Posizione      | Curve  | Salti  | Tempo  | Totale | Posizione |
| --------------- | -------------- | -------------- | -------------- | -------------- | -------------- | -------------- | ------ | ------ | ------ | ------ | --------- |
| Gobbe femminile | Ellie Koyander | 9,8            | 3,78           | 5,40           | 18,98          | 24             |        |        |        |        |           |

| Gara            | Atleta          | Qualificazioni | Qualificazioni | Qualificazioni | Qualificazioni | Finale   | Finale   | Finale | Finale    |
| Gara            | Atleta          | 1° salto       | 2° salto       | Totale         | Posizione      | 1° salto | 2° salto | Totale | Posizione |
| --------------- | --------------- | -------------- | -------------- | -------------- | -------------- | -------- | -------- | ------ | --------- |
| Salti femminile | Sarah Ainsworth | 52,44          | 52,92          | 105,36         | 22             |          |          |        |           |

| Gara                | Atleta       | Qualificazioni | Qualificazioni | Ottavi | Quarti | Semifinali | Finale |
| ------------------- | ------------ | -------------- | -------------- | ------ | ------ | ---------- | ------ |
| Ski cross femminile | Sarah Sauvey | 1'24"52        | 34             |        |        |            |        |

## Pattinaggio di figura
| Gara                  | Atleta                         | Obbligatorio | Obbligatorio | Breve/Originale | Breve/Originale | Libero          | Libero          | Totale | Totale |
| Gara                  | Atleta                         | Punti        | Pos.         | Punti           | Pos.            | Punti           | Pos.            | Punti  | Pos.   |
| --------------------- | ------------------------------ | ------------ | ------------ | --------------- | --------------- | --------------- | --------------- | ------ | ------ |
| Individuale femminile | Jenna McCorkell                |              |              | 40,64           | 29              | non qualificata | non qualificata | 40,64  | 29     |
| Gara a coppie         | Stacey Kemp David King         |              |              | 48,28           | 16              | 91,66           | 16              | 139,94 | 16     |
| Danza su ghiaccio     | Penny Coomes Nicholas Buckland | 25,68        | 21           | 46,33           | 19              | 71,60           | 19              | 143,61 | 20     |
| Danza su ghiaccio     | Sinead Kerr John Kerr          | 37,02        | 8            | 56,76           | 8               | 92,23           | 9               | 186,01 | 8      |

## Sci alpino
| Gara           | Atleta      | 1° manche | 2° manche | Tempo totale | Posizione |
| -------------- | ----------- | --------- | --------- | ------------ | --------- |
| Slalom         | Dave Ryding | 51"55     | 54"58     | 1'46"13      | 29        |
| Slalom         | Andy Noble  | 51"58     | 53"55     | 1'45"13      | 27        |
| Gigante        | Ed Drake    | 1'21"65   | 1'23"48   | 2'45"13      | 37        |
| Gigante        | Andy Noble  | 1'20"79   | 1'24"06   | 2'44"85      | 36        |
| Gigante        | Dave Ryding | 1'21"97   | 1'26"06   | 2'48"03      | 47        |
| Super-g        | Ed Drake    | 1'33"20   | 1'33"20   | 1'33"20      | 32        |
| Discesa        | Ed Drake    | 1'57"91   | 1'57"91   | 1'57"91      | 38        |
| Supercombinata | Ed Drake    | 1'56"63   | 54"28     | 2'50"91      | 29        |

| Gara           | Atleta        | 1° manche  | 2° manche | Tempo totale | Posizione |
| -------------- | ------------- | ---------- | --------- | ------------ | --------- |
| Slalom         | Chemmy Alcott | non finito |           |              |           |
| Gigante        | Chemmy Alcott | 1'17"53    | 1'12"41   | 2'29"94      | 27        |
| Super-g        | Chemmy Alcott | 1'23"46    | 1'23"46   | 1'23"46      | 20        |
| Discesa        | Chemmy Alcott | 1'47"31    | 1'47"31   | 1'47"31      | 13        |
| Supercombinata | Chemmy Alcott | 1'27"06    | 45"45     | 2'12"51      | 11        |

## Sci di fondo
| Gara                   | Atleta          | Tempo d'arrivo | Posizione |
| ---------------------- | --------------- | -------------- | --------- |
| 15 km a tecnica libera | Andrew Musgrave | 36'32"4        | 55        |
| 15 km a tecnica libera | Andrew Young    | 38'45"1        | 74        |
| 30 km inseguimento     | Andrew Musgrave | 1h 24'07"9     | 51        |

| Gara              | Atleta                       | Qualificazioni | Qualificazioni | Quarti di finale | Quarti di finale | Semifinali | Semifinali | Finale | Finale    |
| Gara              | Atleta                       | Tempo          | Pos.           | Tempo            | Pos.             | Tempo      | Pos.       | Tempo  | Posizione |
| ----------------- | ---------------------------- | -------------- | -------------- | ---------------- | ---------------- | ---------- | ---------- | ------ | --------- |
| Individuale       | Andrew Musgrave              | 3'58"43        | 58             |                  |                  |            |            |        |           |
| Individuale       | Andrew Young                 | 4'02"19        | 60             |                  |                  |            |            |        |           |
| Sprint di squadra | Andrew Musgrave Andrew Young |                |                |                  |                  | non finito | non finito |        |           |

| Gara                   | Atleta                 | Tempo d'arrivo | Posizione |
| ---------------------- | ---------------------- | -------------- | --------- |
| 10 km a tecnica libera | Fiona-Elizabeth Hughes | 30'29"8        | 68        |

## Short track
| Gara   | Atleta         | Batterie     | Batterie     | Quarti di finale | Quarti di finale | Semifinali | Semifinali | Finale | Finale |
| Gara   | Atleta         | Tempo        | Pos.         | Tempo            | Pos.             | Tempo      | Pos.       | Tempo  | Pos.   |
| ------ | -------------- | ------------ | ------------ | ---------------- | ---------------- | ---------- | ---------- | ------ | ------ |
| 500 m  | Elise Christie | 44"374       | 2            | 44"821           | 3                |            |            |        |        |
| 500 m  | Sarah Lindsay  | squalificata | squalificata |                  |                  |            |            |        |        |
| 1000 m | Elise Christie | 1'31"363     | 3            |                  |                  |            |            |        |        |
| 1500 m | Elise Christie |              |              | 2'23"898         | 4                |            |            |        |        |

| Gara             | Atleta                                                                 | Batterie | Batterie | Quarti di finale | Quarti di finale | Semifinali | Semifinali | Finale   | Finale |
| Gara             | Atleta                                                                 | Tempo    | Pos.     | Tempo            | Pos.             | Tempo      | Pos.       | Tempo    | Pos.   |
| ---------------- | ---------------------------------------------------------------------- | -------- | -------- | ---------------- | ---------------- | ---------- | ---------- | -------- | ------ |
| 500 m            | Jonathan Eley                                                          | 42"081   | 2        | 41"875           | 1                | 41"504     | 4          | 42"681   | 6      |
| 1000 m           | Jonathan Eley                                                          |          |          | 1'25"588         | 3                |            |            |          |        |
| 1000 m           | Thomas Iveson                                                          |          |          | 1'27"841         | 4                |            |            |          |        |
| 1500 m           | Anthony Douglas                                                        |          |          | 2'16"622         | 4                |            |            |          |        |
| 1500 m           | Jack Whelbourne                                                        |          |          | 2'14"972         | 3                | 2'17"156   | 5          |          |        |
| 5000 m staffetta | Anthony Douglas Jonathan Eley Thomas Iveson Jack Whelbourne Paul Worth |          |          |                  |                  | 6'50"618   | 4          | 6'50"045 | 6      |

## Skeleton
| Gara              | Atleta          | Manche 1 | Manche 2 | Manche 3 | Manche 4 | Totale  | Posizione |
| ----------------- | --------------- | -------- | -------- | -------- | -------- | ------- | --------- |
| Singolo maschile  | Kristan Bromley | 52"91    | 52"89    | 52"70    | 52"80    | 3'31"30 | 6         |
| Singolo maschile  | Adam Pengilly   | 53"75    | 54"17    | 53"36    | 53"23    | 3'34"51 | 18        |
| Singolo femminile | Shelley Rudman  | 54"66    | 54"26    | 53"95    | 53"82    | 3'36"69 | 6         |
| Singolo femminile | Amy Williams    | 53"83 TR | 54"13    | 53"68 TR | 54"00    | 3'35"64 |           |

## Slittino
| Gara             | Atleta     | Manche 1 | Manche 2 | Manche 3 | Manche 4 | Totale   | Posizione |
| ---------------- | ---------- | -------- | -------- | -------- | -------- | -------- | --------- |
| Singolo maschile | Adam Rosen | 48"896   | 49"005   | 49"259   | 48"856   | 3'16"016 | 16        |

## Snowboard
| Gara               | Atleta         | Qualificazioni | Qualificazioni | Semifinali | Semifinali | Finale    | Finale    |
| Gara               | Atleta         | Punteggio      | Pos.           | Punteggio  | Pos.       | Punteggio | Posizione |
| ------------------ | -------------- | -------------- | -------------- | ---------- | ---------- | --------- | --------- |
| Halfpipe maschile  | Ben Kilner     | 32,1           | 7              | 17,0       | 12         |           |           |
| Halfpipe femminile | Lesley McKenna | 5,1            | 30             |            |            |           |           |

| Gara                       | Atleta       | Qualificazioni | Qualificazioni | Ottavi | Ottavi | Quarti | Quarti | Semifinale | Semifinale | Finale | Finale |
| -------------------------- | ------------ | -------------- | -------------- | ------ | ------ | ------ | ------ | ---------- | ---------- | ------ | ------ |
| Gigante parallelo maschile | Adam McLeish | 1'21"09        | 24             |        |        |        |        |            |            |        |        |

| Gara                      | Atleta       | Qualificazioni | Qualificazioni | Quarti | Semifinali | Finale |   |
| ------------------------- | ------------ | -------------- | -------------- | ------ | ---------- | ------ | - |
| Snowboard cross femminile | Zoe Gillings | 1'27"93        | 8              |        | 2          | 3      | 8 |